# Pertya cordifolia
Pertya cordifolia là một loài thực vật có hoa trong họ Cúc. Loài này được Mattf. miêu tả khoa học đầu tiên năm 1931.